# 나탄 아케
나탄 벤야민 아케(네덜란드어: Nathan Benjamin Aké, 네덜란드어 발음: ['nɑtɑn 'aːkeː], 1995년 2월 18일~)는 네덜란드의 축구 선수로 포지션은 센터백과 좌측 풀백이다. 현재 프리미어리그의 맨체스터 시티 FC와 네덜란드 축구 국가대표팀에서 활동하고 있다. 대한민국에서는 이름 'Nathan'을 영어식 '네이선'으로 읽은 네이선 아케로도 알려져 있다.

## 개인사
아케에게는 코트디부아르인 아버지 므와즈 아케(프랑스어: Moise Aké), 네덜란드인 어머니 이네커 텔더르(네덜란드어: Ineke Telder), 네덜란드인 형 세드릭 아케(네덜란드어: Cedric Aké)가 있다. 그는 절대금주주의를 지향하고 있다.
아케는 2022년 여름 네덜란드인 패션 디자이너 카일레이 라만(네덜란드어: Kaylee Ramman)과 결혼했다. 1년 뒤인 2023년, 부부 사이에서 첫 번째 아이가 태어났다.

## 수상 내역
첼시 FC
- 풋볼 리그 컵: 2014-15[8]
- UEFA 유로파리그: 2012-13[9]
- FA컵 준우승: 2016-17[10]

 맨체스터 시티 FC
- 프리미어리그: 2020-21, 2021-22, 2022-23, 2023-24[11]
- FA컵: 2022-23[12]
- FA컵 준우승: 2023-24[13]
- EFL컵: 2020-21[14]
- FA 커뮤니티 실드: 2024[15]
- UEFA 챔피언스리그: 2022-23[16]
- UEFA 챔피언스리그 준우승: 2020-21[17]
- UEFA 슈퍼컵: 2023[18]
- FIFA 클럽 월드컵: 2023[19]

 네덜란드 U-17 축구 국가대표팀
- UEFA U-17 축구 선수권 대회: 2011[20], 2012[21]

 네덜란드 축구 국가대표팀
- UEFA 네이션스리그 준우승: 2018-19[22]

개인
- 첼시 FC 올해의 영플레이어: 2012-13[23]
- 왓퍼드 FC 시즌의 영플레이어: 2015-16
- AFC 본머스 서포터 선정 시즌의 선수: 2017-18[24]